# Coll de Dama Roja
Coll de Dama Roja es un cultivar de higuera de tipo higo común Ficus carica, unífera de higos de epidermis con color de fondo rojo blanquecino terroso con sobre color marrón rojizo. Se cultiva en la colección de higueras de Montserrat Pons i Boscana en LLucmajor, islas Baleares.

## Sinonimia
- „Coll de Dama Rossa“ en las Islas Baleares,[4][6][7]

## Historia
Actualmente la cultiva en su colección de higueras baleares Montserrat Pons i Boscana, rescatada de un ejemplar o higuera madre localizada en "ses Cosmes" de Francesc Mir en el término de LLucmajor, rebrote nuevo de una higuera madre casi agotada.
La variedad 'Coll de Dama Roja' es originaria de "son Taixiquet" en el término de LLucmajor, poco conocida y cultivada. Se denomina así por su forma aperada como la Coll de Dama, y por su original color de piel.

## Características
La higuera 'Coll de Dama Roja' es una variedad unífera de tipo higo común. Árbol de desarrollo mediano, vigorosidad entre media y alta, con copa redondeada y de ramaje bastante espeso. Sus hojas mayoritariamente de 3 lóbulos, de 5 lóbulos (10%). Sus hojas con dientes presentes y márgenes ondulados. 'Coll de Dama Roja' tiene desprendimiento poco sensible de higos, y un rendimiento productivo mediano y periodo de cosecha largo por cada árbol. La yema apical cónica de color verde amarillento.
Los frutos 'Coll de Dama Roja' son higos de un tamaño de longitud x anchura:42 x 56 mm, de forma de pera, que presentan unos frutos medianos de unos 35,780 gramos en promedio, de epidermis con consistencia fuerte, grosor de la piel muy grueso, con color de fondo rojo blanquecino terroso con sobre color marrón rojizo. Ostiolo de 1 a 2 mm con escamas pequeñas rojas. Pedúnculo de 1 a 3 mm cilíndrico verde amarillento. Grietas reticulares  finas, longitudinales escasas. Costillas prominentes. Con un ºBrix (grado de azúcar) de 27 dulce y muy sabroso, con color de la pulpa rojo granate. Con cavidad interna pequeña. Son de un inicio de maduración sobre el 25 de agosto al 6 de octubre. Buen porcentaje de frutos aparejados. De rendimiento por árbol mediano.
Se usa como higos frescos para alimentación humana. Frescos y secos para alimentación animal. Producción media. Son de buena resistencia a las lluvias y rocíos, y al transporte. Muy poco sensibles a la apertura del ostiolo, y al desprendimiento.

## Cultivo
'Coll de Dama Roja', se utiliza higos frescos para alimentación humana. Los higos en fresco y seco para consumo animal (ganado porcino y ovino). Se está tratando de recuperar de ejemplares cultivados en la colección de higueras baleares de Montserrat Pons i Boscana en LLucmajor.